# Nepenthes Mensae
Die Region Nepenthes Mensae ist durch Steilkanten und zahlreiche tafelbergartige Erhebungen charakterisiert, welche im Amenthes-Quadranten des Mars liegt. Sie ist etwa 2200 km lang. Der Name „Nepenthes“ ist ein griechisches Wort, das wörtlich „ohne Kummer“ bedeutet und in der griechischen Mythologie eine Droge ist, die alle Sorgen mit Vergessenheit stillt.